# Georg Selenius
Georg Selenius (Fredrikstad, Østfold, 18 d'octubre de 1884 – Fredrikstad, 7 de maig de 1924) va ser un gimnasta artístic noruec que va competir a començaments del segle xx.
El 1912 va prendre part en els Jocs Olímpics d'Estocolm, on va guanyar la medalla d'or en el concurs per equips, sistema lliure del programa de gimnàstica.